# Unione Sportiva Salernitana 1976-1977
Questa pagina raccoglie i dati riguardanti l'Unione Sportiva Salernitana nelle competizioni ufficiali della stagione 1976-1977.

## Stagione

Formazione 1976-1977

Pietro Esposito si occupa da vicino della costruzione dell'organico della Salernitana 1976-1977. Quando decide arbitrariamente di cedere Vitulano al Livorno, questo causa l'ira del direttore sportivo Claudio Roscia che si dimette, oltre che una spaccatura con l'allenatore Carlo Regalia.
Ad Alfredo Quaglia viene incaricato di completare l'organico, e tra i suoi "colpi" di mercato spicca il nome di Lucio Mujesan, attaccante italiano che in 30 presenze realizzerà 12 gol.
Per la prima volta la Salernitana vince il proprio girone di Coppa Italia Serie C e giunge sino agli ottavi di finale, ove viene battuta dalla Paganese.
In campionato la squadra si assesta tra le medio-alte posizioni, ma a torneo ancora in corso il presidente Esposito si defila lasciando il club in piena crisi finanziaria, la quale sarà colmata dall'avvento di un gruppo di imprenditori che nomina come presidente Aldo Matera. Dopo pochi giorni Quaglia viene sostituito dal d.s. Giampaolo Cominato. Infine, sul termine del campionato l'allenatore Regalia (dopo la sconfitta ad Alcamo) accetta l'offerta del Bari di diventare suo direttore sportivo, sicché la guida della squadra passa per le ultime gare formalmente al vice Mario Saracino, ma nei fatti all'attaccante Mujesan, che però non possiede ancora il tesserino per allenatori.
Al termine del campionato di Serie C, la Salernitana si piazzerà sesta, in un campionato però molto equilibrato, parimenti a Turris, Benevento e Siracusa e a soli due punti dalla terz'ultima Alcamo che retrocederà.

## Divise
La maglia della Salernitana 1976-1977.
| Casa | Trasferta |

## Organigramma societario
Fonte
Area direttiva
- Presidente: Pietro Esposito, dal 24/11/1976 Aldo Matera
- Segretario: Mario Lupo

Area tecnica
- Direttore sportivo: Claudio Roscia, dal 20/08/1976 Alfredo Quaglia, dal 5/02/1977 Giampaolo Cominato
- Allenatore: Carlo Regalia, dal 10/04/1977 Mario Saracino[1]
- Allenatore in seconda: Mario Saracino
- Magazziniere: Pasquale Sammarco

Area sanitaria
- Medico Sociale: Bruno Tescione
- Massaggiatore: Bruno Carmando

## Rosa
Fonte
| N. |                   | Ruolo | Calciatore            |
| -- | ----------------- | ----- | --------------------- |
|    | Italia (bandiera) | P     | Fulvio De Maio        |
|    | Italia (bandiera) | P     | Gianfranco Troilo     |
|    | Italia (bandiera) | D     | Enrico Braione        |
|    | Italia (bandiera) | D     | Giuliano Carnelos     |
|    | Italia (bandiera) | D     | Amedeo Fei            |
|    | Italia (bandiera) | D     | Federico Marchi       |
|    | Italia (bandiera) | D     | Vasco Marinelli       |
|    | Italia (bandiera) | D     | Guido Onor            |
|    | Italia (bandiera) | D     | Giuseppe Papadopulo   |
|    | Italia (bandiera) | D     | Domenico Santucci     |
|    | Italia (bandiera) | C     | Alessandro Abbondanza |
|    | Italia (bandiera) | C     | Roberto Caremi        |

| N. |                   | Ruolo | Calciatore         |
| -- | ----------------- | ----- | ------------------ |
|    | Italia (bandiera) | C     | Vincenzo Zazzaro   |
|    | Italia (bandiera) | C     | Antonio Sada       |
|    | Italia (bandiera) | C     | Claudio Tinaglia   |
|    | Italia (bandiera) | C     | Nicola Verde       |
|    | Italia (bandiera) | A     | Francesco Buglio   |
|    | Italia (bandiera) | A     | Salvatore Capone   |
|    | Italia (bandiera) | A     | Francesco Colombo  |
|    | Italia (bandiera) | A     | Sergio Di Prospero |
|    | Italia (bandiera) | A     | Angelo Gioia       |
|    | Italia (bandiera) | A     | Lucio Mujesan      |
|    | Italia (bandiera) | A     | Ezio Musa          |

## Risultati

### Serie C

#### Girone di andata
| Benevento 12 settembre 1976 1ª giornata      | Benevento | 1 – 0 referto | Salernitana | Stadio Gennaro Meomartini |
| \| \| \| \| \| Facchi 78’ \| Marcatori \| \| |           |               |             |                           |
|                                              |           |               |             |                           |
| Facchi 78’                                   | Marcatori |               |             |                           |

| Salerno 19 settembre 1976 2ª giornata | Salernitana | 0 – 0 referto | Crotone | Stadio Donato Vestuti |

| Bari 26 settembre 1976 3ª giornata                                | Bari      | 1 – 1 referto  | Salernitana | Stadio della Vittoria |
| \| \| \| \| \| Penzo 83’ (rig.) \| Marcatori \| 20’ Abbondanza \| |           |                |             |                       |
|                                                                   |           |                |             |                       |
| Penzo 83’ (rig.)                                                  | Marcatori | 20’ Abbondanza |             |                       |

| Barletta 3 ottobre 1976 4ª giornata                              | Barletta  | 2 – 1 referto  | Salernitana | Stadio Comunale |
| \| \| \| \| \| Tiozzo 44’, 55’ \| Marcatori \| 47’ Papadopulo \| |           |                |             |                 |
|                                                                  |           |                |             |                 |
| Tiozzo 44’, 55’                                                  | Marcatori | 47’ Papadopulo |             |                 |

| Salerno 10 ottobre 1976 5ª giornata        | Salernitana | 1 – 0 referto | Matera | Stadio Donato Vestuti |
| \| \| \| \| \| Musa 90’ \| Marcatori \| \| |             |               |        |                       |
|                                            |             |               |        |                       |
| Musa 90’                                   | Marcatori   |               |        |                       |

| Torre del Greco 17 ottobre 1976 6ª giornata | Turris | 0 – 0 referto | Salernitana | Stadio Amerigo Liguori |

| Salerno 24 ottobre 1976 7ª giornata | Salernitana | 0 – 0 referto | Sorrento | Stadio Donato Vestuti |

| Nocera Inferiore 31 ottobre 1976 8ª giornata | Nocerina | 0 – 0 referto | Salernitana | Stadio San Francesco d'Assisi |

| Salerno 7 novembre 1976 9ª giornata                                                | Salernitana | 3 – 1 referto | Campobasso | Stadio Donato Vestuti |
| \| \| \| \| \| Mujesan 8’ Marchi 22’ Di Prospero 63’ \| Marcatori \| 84’ Iovino \| |             |               |            |                       |
|                                                                                    |             |               |            |                       |
| Mujesan 8’ Marchi 22’ Di Prospero 63’                                              | Marcatori   | 84’ Iovino    |            |                       |

| Siracusa 14 novembre 1976 10ª giornata                     | Siracusa  | 1 – 1 referto | Salernitana | Stadio Comunale |
| \| \| \| \| \| Labellarte 54’ \| Marcatori \| 76’ Verde \| |           |               |             |                 |
|                                                            |           |               |             |                 |
| Labellarte 54’                                             | Marcatori | 76’ Verde     |             |                 |

| Salerno 21 novembre 1976 11ª giornata                              | Salernitana | 3 – 0 referto | Alcamo | Stadio Donato Vestuti |
| \| \| \| \| \| Mujesan 31’, 73’ Onor 57’ (rig.) \| Marcatori \| \| |             |               |        |                       |
|                                                                    |             |               |        |                       |
| Mujesan 31’, 73’ Onor 57’ (rig.)                                   | Marcatori   |               |        |                       |

| Vasto 28 novembre 1976 12ª giornata | Pro Vasto | 0 – 0 referto | Salernitana | Stadio Aragona |

| Salerno 5 dicembre 1976 13ª giornata                    | Salernitana | 1 – 1 referto | Paganese | Stadio Donato Vestuti |
| \| \| \| \| \| Colombo 22’ \| Marcatori \| 78’ Zanin \| |             |               |          |                       |
|                                                         |             |               |          |                       |
| Colombo 22’                                             | Marcatori   | 78’ Zanin     |          |                       |

| Salerno 12 dicembre 1976 14ª giornata             | Salernitana | 1 – 0 referto | Cosenza | Stadio Donato Vestuti |
| \| \| \| \| \| Di Prospero 79’ \| Marcatori \| \| |             |               |         |                       |
|                                                   |             |               |         |                       |
| Di Prospero 79’                                   | Marcatori   |               |         |                       |

| Brindisi 19 dicembre 1976 15ª giornata         | Brindisi  | 1 – 0 referto | Salernitana | Stadio Comunale |
| \| \| \| \| \| Del Pelo 31’ \| Marcatori \| \| |           |               |             |                 |
|                                                |           |               |             |                 |
| Del Pelo 31’                                   | Marcatori |               |             |                 |

| Salerno 2 gennaio 1977 16ª giornata                                       | Salernitana | 3 – 0 referto | Messina | Stadio Donato Vestuti |
| \| \| \| \| \| Mujesan 33’ Colombo 78’ Di Prospero 89’ \| Marcatori \| \| |             |               |         |                       |
|                                                                           |             |               |         |                       |
| Mujesan 33’ Colombo 78’ Di Prospero 89’                                   | Marcatori   |               |         |                       |

| Marsala 9 gennaio 1977 17ª giornata                     | Marsala   | 1 – 1 referto | Salernitana | Stadio Antonino Lombardo Angotta |
| \| \| \| \| \| Umile 52’ \| Marcatori \| 40’ Mujesan \| |           |               |             |                                  |
|                                                         |           |               |             |                                  |
| Umile 52’                                               | Marcatori | 40’ Mujesan   |             |                                  |

| Reggio Calabria 16 gennaio 1977 18ª giornata                              | Reggina   | 3 – 1 referto | Salernitana | Stadio Comunale |
| \| \| \| \| \| Toscano 2’, 72’ Snidaro 78’ \| Marcatori \| 47’ Mujesan \| |           |               |             |                 |
|                                                                           |           |               |             |                 |
| Toscano 2’, 72’ Snidaro 78’                                               | Marcatori | 47’ Mujesan   |             |                 |

| Salerno 23 gennaio 1977 19ª giornata          | Salernitana | 1 – 0 referto | Trapani | Stadio Donato Vestuti |
| \| \| \| \| \| Mujesan 12’ \| Marcatori \| \| |             |               |         |                       |
|                                               |             |               |         |                       |
| Mujesan 12’                                   | Marcatori   |               |         |                       |

#### Girone di ritorno
| Salerno 30 gennaio 1977 20ª giornata          | Salernitana | 1 – 0 referto | Benevento | Stadio Donato Vestuti |
| \| \| \| \| \| Mujesan 80’ \| Marcatori \| \| |             |               |           |                       |
|                                               |             |               |           |                       |
| Mujesan 80’                                   | Marcatori   |               |           |                       |

| Crotone 6 febbraio 1977 21ª giornata        | Crotone   | 1 – 0 referto | Salernitana | Stadio Ezio Scida |
| \| \| \| \| \| Abate 53’ \| Marcatori \| \| |           |               |             |                   |
|                                             |           |               |             |                   |
| Abate 53’                                   | Marcatori |               |             |                   |

| Salerno 13 febbraio 1977 22ª giornata         | Salernitana | 1 – 0 referto | Bari | Stadio Donato Vestuti |
| \| \| \| \| \| Mujesan 86’ \| Marcatori \| \| |             |               |      |                       |
|                                               |             |               |      |                       |
| Mujesan 86’                                   | Marcatori   |               |      |                       |

| Salerno 20 febbraio 1977 23ª giornata                        | Salernitana | 1 – 1 referto | Barletta | Stadio Donato Vestuti |
| \| \| \| \| \| Abbondanza 12’ \| Marcatori \| 59’ Lugheri \| |             |               |          |                       |
|                                                              |             |               |          |                       |
| Abbondanza 12’                                               | Marcatori   | 59’ Lugheri   |          |                       |

| Matera 27 febbraio 1977 24ª giornata           | Matera    | 1 – 0 referto | Salernitana | Stadio XXI Settembre |
| \| \| \| \| \| Picat Re 36’ \| Marcatori \| \| |           |               |             |                      |
|                                                |           |               |             |                      |
| Picat Re 36’                                   | Marcatori |               |             |                      |

| Salerno 6 marzo 1977 25ª giornata | Salernitana | 0 – 0 referto | Turris | Stadio Donato Vestuti |

| Sorrento 13 marzo 1977 26ª giornata            | Sorrento  | 1 – 0 referto | Salernitana | Stadio Italia |
| \| \| \| \| \| Capitani 63’ \| Marcatori \| \| |           |               |             |               |
|                                                |           |               |             |               |
| Capitani 63’                                   | Marcatori |               |             |               |

| Salerno 20 marzo 1977 27ª giornata           | Salernitana | 1 – 0 referto | Nocerina | Stadio Donato Vestuti |
| \| \| \| \| \| Mujesan 3’ \| Marcatori \| \| |             |               |          |                       |
|                                              |             |               |          |                       |
| Mujesan 3’                                   | Marcatori   |               |          |                       |

| Campobasso 27 marzo 1977 28ª giornata | Campobasso | 0 – 0 referto | Salernitana | Stadio Giovanni Romagnoli |

| Salerno 3 aprile 1977 29ª giornata                                            | Salernitana | 3 – 0 referto | Siracusa | Stadio Donato Vestuti |
| \| \| \| \| \| Caremi 29’ Mujesan 33’ Filipponi 75’ (aut.) \| Marcatori \| \| |             |               |          |                       |
|                                                                               |             |               |          |                       |
| Caremi 29’ Mujesan 33’ Filipponi 75’ (aut.)                                   | Marcatori   |               |          |                       |

| Alcamo 9 aprile 1977 30ª giornata             | Alcamo    | 1 – 0 referto | Salernitana |  |
| \| \| \| \| \| Vaccaro 71’ \| Marcatori \| \| |           |               |             |  |
|                                               |           |               |             |  |
| Vaccaro 71’                                   | Marcatori |               |             |  |

| Salerno 17 aprile 1977 31ª giornata            | Salernitana | 0 – 1 referto | Pro Vasto | Stadio Donato Vestuti |
| \| \| \| \| \| \| Marcatori \| 32’ Savastio \| |             |               |           |                       |
|                                                |             |               |           |                       |
|                                                | Marcatori   | 32’ Savastio  |           |                       |

| Pagani 24 aprile 1977 32ª giornata                                       | Paganese  | 2 – 1 referto   | Salernitana | Stadio Marcello Torre |
| \| \| \| \| \| Stabile 42’ Grassi 67’ \| Marcatori \| 83’ Di Prospero \| |           |                 |             |                       |
|                                                                          |           |                 |             |                       |
| Stabile 42’ Grassi 67’                                                   | Marcatori | 83’ Di Prospero |             |                       |

| Castrovillari 8 maggio 1977 33ª giornata | Cosenza | 0 – 0 Campo neutro referto | Salernitana |  |

| Salerno 15 maggio 1977 34ª giornata | Salernitana | 0 – 0 referto | Brindisi | Stadio Donato Vestuti |

| Messina 22 maggio 1977 35ª giornata                                    | Messina   | 1 – 2 referto            | Salernitana | Stadio Giovanni Celeste |
| \| \| \| \| \| Gargano 71’ \| Marcatori \| 30’ Tinaglia 65’ Colombo \| |           |                          |             |                         |
|                                                                        |           |                          |             |                         |
| Gargano 71’                                                            | Marcatori | 30’ Tinaglia 65’ Colombo |             |                         |

| Salerno 29 maggio 1977 36ª giornata           | Salernitana | 1 – 0 referto | Marsala | Stadio Donato Vestuti |
| \| \| \| \| \| Mujesan 89’ \| Marcatori \| \| |             |               |         |                       |
|                                               |             |               |         |                       |
| Mujesan 89’                                   | Marcatori   |               |         |                       |

| Salerno 5 giugno 1977 37ª giornata                                       | Salernitana | 1 – 2 referto          | Reggina | Stadio Donato Vestuti |
| \| \| \| \| \| Di Prospero 65’ \| Marcatori \| 34’ Belluzzi 79’ Gatti \| |             |                        |         |                       |
|                                                                          |             |                        |         |                       |
| Di Prospero 65’                                                          | Marcatori   | 34’ Belluzzi 79’ Gatti |         |                       |

| Trapani 12 giugno 1977 38ª giornata                                          | Trapani   | 3 – 1 referto   | Salernitana | Stadio Polisportivo Provinciale |
| \| \| \| \| \| Todaro 5’ Messina 50’, 81’ \| Marcatori \| 59’ Di Prospero \| |           |                 |             |                                 |
|                                                                              |           |                 |             |                                 |
| Todaro 5’ Messina 50’, 81’                                                   | Marcatori | 59’ Di Prospero |             |                                 |

### Coppa Italia Semiprofessionisti

#### Fase a gironi
| Salerno 22 agosto 1976 1ª giornata           | Salernitana | 1 – 0 referto | Potenza | Stadio Donato Vestuti |
| \| \| \| \| \| Marchi 86’ \| Marcatori \| \| |             |               |         |                       |
|                                              |             |               |         |                       |
| Marchi 86’                                   | Marcatori   |               |         |                       |

| Benevento 29 agosto 1976 2ª giornata         | Benevento | 0 – 1 referto | Salernitana | Stadio Santa Colomba |
| \| \| \| \| \| \| Marcatori \| 7’ Colombo \| |           |               |             |                      |
|                                              |           |               |             |                      |
|                                              | Marcatori | 7’ Colombo    |             |                      |

| Potenza 1º settembre 1976 3ª giornata                                  | Potenza   | 1 – 1 referto  | Salernitana | Stadio Alfredo Viviani |
| \| \| \| \| \| Papadopulo 33’ (aut.) \| Marcatori \| 56’ Abbondanza \| |           |                |             |                        |
|                                                                        |           |                |             |                        |
| Papadopulo 33’ (aut.)                                                  | Marcatori | 56’ Abbondanza |             |                        |

| Salerno 8 settembre 1976 4ª giornata                            | Salernitana | 3 – 0 referto | Benevento | Stadio Donato Vestuti |
| \| \| \| \| \| Musa 26’ Onor 60’ Mujesan 70’ \| Marcatori \| \| |             |               |           |                       |
|                                                                 |             |               |           |                       |
| Musa 26’ Onor 60’ Mujesan 70’                                   | Marcatori   |               |           |                       |

#### Sedicesimi di finale
| Brindisi 4 novembre 1976 Andata              | Brindisi  | 0 – 1 referto | Salernitana | Stadio Comunale |
| \| \| \| \| \| \| Marcatori \| 81’ Marchi \| |           |               |             |                 |
|                                              |           |               |             |                 |
|                                              | Marcatori | 81’ Marchi    |             |                 |

| Salerno 8 dicembre 1976 Ritorno                                              | Salernitana | 3 – 1 referto   | Brindisi | Stadio Donato Vestuti |
| \| \| \| \| \| Mujesan 23’, 32’ Verde 87’ \| Marcatori \| 12’ Castellarin \| |             |                 |          |                       |
|                                                                              |             |                 |          |                       |
| Mujesan 23’, 32’ Verde 87’                                                   | Marcatori   | 12’ Castellarin |          |                       |

#### Ottavi di finale
| Salerno 23 febbraio 1977 Andata | Salernitana | 0 – 0 referto | Paganese | Stadio Donato Vestuti |

| Pagani 9 marzo 1977 Ritorno                 | Paganese  | 1 – 0 referto | Salernitana | Stadio Marcello Torre |
| \| \| \| \| \| Zanin 29’ \| Marcatori \| \| |           |               |             |                       |
|                                             |           |               |             |                       |
| Zanin 29’                                   | Marcatori |               |             |                       |

## Statistiche

### Statistiche di squadra
| Competizione                    | Punti | In casa | In casa | In casa | In casa | In casa | In casa | In trasferta | In trasferta | In trasferta | In trasferta | In trasferta | In trasferta | Totale | Totale | Totale | Totale | Totale | Totale | DR  |
| Competizione                    | Punti | G       | V       | N       | P       | Gf      | Gs      | G            | V            | N            | P            | Gf           | Gs           | G      | V      | N      | P      | Gf     | Gs     | DR  |
| ------------------------------- | ----- | ------- | ------- | ------- | ------- | ------- | ------- | ------------ | ------------ | ------------ | ------------ | ------------ | ------------ | ------ | ------ | ------ | ------ | ------ | ------ | --- |
| Serie C                         | 38    | 19      | 11      | 6       | 2       | 22      | 6       | 19           | 1            | 8            | 10           | 9            | 20           | 38     | 12     | 14     | 12     | 31     | 26     | +5  |
| Coppa Italia Semiprofessionisti | 7     | 4       | 3       | 1       | 0       | 7       | 1       | 4            | 2            | 1            | 1            | 3            | 2            | 8      | 5      | 2      | 1      | 10     | 7      | +7  |
| Totale                          | -     | 23      | 14      | 7       | 2       | 29      | 7       | 23           | 3            | 9            | 11           | 12           | 22           | 46     | 17     | 16     | 13     | 41     | 33     | +12 |

### Andamento in campionato
| Giornata  | 1 | 2 | 3 | 4 | 5 | 6 | 7 | 8 | 9 | 10 | 11 | 12 | 13 | 14 | 15 | 16 | 17 | 18 | 19 | 20 | 21 | 22 | 23 | 24 | 25 | 26 | 27 | 28 | 29 | 30 | 31 | 32 | 33 | 34 | 35 | 36 | 37 | 38 |
| --------- | - | - | - | - | - | - | - | - | - | -- | -- | -- | -- | -- | -- | -- | -- | -- | -- | -- | -- | -- | -- | -- | -- | -- | -- | -- | -- | -- | -- | -- | -- | -- | -- | -- | -- | -- |
| Luogo     | T | C | T | T | C | T | C | T | C | T  | C  | T  | C  | C  | T  | C  | T  | T  | C  | C  | T  | C  | C  | T  | C  | T  | C  | T  | C  | T  | C  | T  | T  | C  | T  | C  | C  | T  |
| Risultato | P | N | N | P | V | N | N | N | V | N  | V  | N  | N  | V  | P  | V  | N  | P  | V  | V  | P  | V  | N  | P  | N  | P  | V  | N  | V  | P  | P  | P  | N  | N  | V  | V  | P  | P  |

Legenda:

Luogo: C = Casa; T = Trasferta. Risultato: V = Vittoria; N = Pareggio; P = Sconfitta.

### Statistiche dei giocatori
Fonte
| Giocatore      | Serie C  | Serie C | Serie C     | Serie C    | Coppa Italia Semiprofessionisti | Coppa Italia Semiprofessionisti | Coppa Italia Semiprofessionisti | Coppa Italia Semiprofessionisti | Totale   | Totale | Totale      | Totale     |
| Giocatore      | Presenze | Reti    | Ammonizioni | Espulsioni | Presenze                        | Reti                            | Ammonizioni                     | Espulsioni                      | Presenze | Reti   | Ammonizioni | Espulsioni |
| -------------- | -------- | ------- | ----------- | ---------- | ------------------------------- | ------------------------------- | ------------------------------- | ------------------------------- | -------- | ------ | ----------- | ---------- |
| A. Abbondanza  | 30       | 2       | ?           | ?          | ?                               | 1                               | ?                               | ?                               | 30+      | 3      | ?           | ?          |
| E. Braione     | 6        | 0       | ?           | ?          | ?                               | 0                               | ?                               | ?                               | 6+       | 0      | ?           | ?          |
| F. Buglio      | 6        | 0       | ?           | ?          | ?                               | 0                               | ?                               | ?                               | 6+       | 0      | ?           | ?          |
| S. Capone      | 1        | 0       | ?           | ?          | ?                               | 0                               | ?                               | ?                               | 1+       | 0      | ?           | ?          |
| R. Caremi      | 20       | 1       | ?           | ?          | ?                               | 0                               | ?                               | ?                               | 20+      | 1      | ?           | ?          |
| G. Carnelos    | 2        | 0       | ?           | ?          | ?                               | 0                               | ?                               | ?                               | 2+       | 0      | ?           | ?          |
| F. Colombo     | 23       | 3       | ?           | ?          | ?                               | 1                               | ?                               | ?                               | 23+      | 4      | ?           | ?          |
| F. De Maio     | 11       | -8      | ?           | ?          | ?                               | -?                              | ?                               | ?                               | 11+      | -8+    | ?           | ?          |
| S. Di Prospero | 27       | 6       | ?           | ?          | ?                               | 0                               | ?                               | ?                               | 27+      | 6      | ?           | ?          |
| A. Fei         | 10       | 0       | ?           | ?          | ?                               | 0                               | ?                               | ?                               | 10+      | 0      | ?           | ?          |
| A. Gioia       | 6        | 0       | ?           | ?          | ?                               | 0                               | ?                               | ?                               | 6+       | 0      | ?           | ?          |
| F. Marchi      | 25       | 1       | ?           | ?          | ?                               | 2                               | ?                               | ?                               | 25+      | 3      | ?           | ?          |
| V. Marinelli   | 35       | 0       | ?           | ?          | ?                               | 0                               | ?                               | ?                               | 35+      | 0      | ?           | ?          |
| L. Mujesan     | 30       | 12      | ?           | ?          | ?                               | 3                               | ?                               | ?                               | 30+      | 15     | ?           | ?          |
| E. Musa        | 5        | 1       | ?           | ?          | ?                               | 1                               | ?                               | ?                               | 5+       | 2      | ?           | ?          |
| G. Onor        | 35       | 1       | ?           | ?          | ?                               | 1                               | ?                               | ?                               | 35+      | 2      | ?           | ?          |
| G. Papadopulo  | 34       | 1       | ?           | ?          | ?                               | 0                               | ?                               | ?                               | 34+      | 1      | ?           | ?          |
| A. Sada        | 3        | 0       | ?           | ?          | ?                               | 0                               | ?                               | ?                               | 3+       | 0      | ?           | ?          |
| D. Santucci    | 1        | 0       | ?           | ?          | ?                               | 0                               | ?                               | ?                               | 1+       | 0      | ?           | ?          |
| C. Tinaglia    | 34       | 1       | ?           | ?          | ?                               | 0                               | ?                               | ?                               | 34+      | 1      | ?           | ?          |
| G. Troilo      | 28       | -18     | ?           | ?          | ?                               | -?                              | ?                               | ?                               | 28+      | -18+   | ?           | ?          |
| N. Verde       | 26       | 1       | ?           | ?          | ?                               | 1                               | ?                               | ?                               | 26+      | 2      | ?           | ?          |
| V. Zazzaro     | 30       | 0       | ?           | ?          | ?                               | 0                               | ?                               | ?                               | 30+      | 0      | ?           | ?          |

## Giovanili

### Organigramma
Fonte
- Allenatore Berretti: Mario Saracino

### Piazzamenti
- Berretti:
  - Campionato: